# Selby
Selby és un municipi del Regne Unit, situat al comtat de North Yorkshire (Anglaterra). Està a 22,5 km al sud de la ciutat de York.

## Història
En el seu origen Selby va ser un assentament viking a la vora del riu Ouse. Es creu que la ciutat que a la Crònica anglosaxona apareix amb el nom e Seletun, podria ser l'actual Selby.
Tradicionalment s'ha considerat que aquest va ser el lloc de naixement d'Enric I d'Anglaterra. El 1069 va arribar un monjo francès, Benedict d'Auxerre, dient que havia tingut un somni en que tres cignes anaven a parar a Selby, cosa que va interpretar com un senyal de la Santíssima Trinitat. Guillem el Conqueridor i la seva esposa, Matilde de Flandes, li van donar permís per fundar una abadia a Selby, que més endavant va comptar amb el patronatge de la família Lacy. La major part dels edificis de l'abadia van ser destruïts durant l'abolició decretada per Enric VIII i actualment només en resta l'església. A començaments del segle xiv el mercat que es feia davant de l'abadia es va traslladar a l'actual emplaçament. En un dels vitralls d'aquesta església hi ha la imatge de l'escut d'armes dels avantpassats de George Washington, del qual es diu que va inspirar les barres i estrelles que formen part de la bandera dels Estats Units d'Amèrica.
El 1644 va ser l'escenari d'una de les batalles de la guerra civil anglesa. El 1760 es va fer un canal que enllaça el riu Ouse amb el riu Aire.
Al segle xix l'arquitecte John Audus va construir una filera de cases que formen un carrer com la línia d'un semicercle, imitació del que havia vist a la ciutat de Bath.

## Geografia
Selby està a la vora de l'Ouse, en una zona del riu que experimenta fortes pujades i baixades de nivell a causa de la proximitat de la mar; la zona s'anomena Humberhead Levels. Selby es troba a mig camí entre York i Leeds. Les carreters principals que travessen el territori municipal són A19 i A63; el 2004 es va inaugurar un desviament que les allunyava del centre ciutat. El riu Ouse és navegable fins a York i el pont construït sobre el riu havia de permetre el pas de vaixells, per tant es va escollir un sistema rotatori. Durant anys, el fet de tenir un pont giratori, alentia la circulació del trànsit rodat i originava molts embussos, cosa que es va solucionar amb l'esmentat desviament de la carretera.
En els darrers anys hi ha hagut seriosos problemes d'inundacions que també han afectat la veïna població de Barlby. L'any 2000 es van construir uns murs per tal de contenir millor el creixement de les aigües.

## Economia
La construcció de vaixells de pesca ha estat un recurs econòmic que ha donat renom a la ciutat. La fàbrica Cochrane va botar el seu darrer vaixell l'any 1998, un esdeveniment al qual va assistir molta gent. Una part dels antics edificis d'aquesta fàbrica es van destruir en una ventada l'any 2001 i la resta s'han aprofitat per allotjar altres petits negocis. Es conserva un vaixell per a pesca d'arrossegament, construït per aquesta fàbrica, anomenat Ross Tiger, al museu National Fishing Heritage Centre de Grimsby.
L'altra font important d'ingressos econòmics, les mines de carbó de Selby, també han perdut en rendiment. El pou Wistow Colliery, que formava part de les mines de Selby, va marcar el rècord d'extracció del Regne Unit amb 200.743 tones per setmana l'any 1995. Tot el complex miner (285 km²) Selby Complex, donava feina a 3.000 treballadors però va tancar el 14 de maig del 2004.
La importància de Selby com a centre comercial ha anat davallant en les darreres dècades, no ha passat així amb l'àrea agrícola de la rodalia que continua en ple rendiment.
Actualment el turisme és el sector que aporta més ingressos econòmics i això ha impulsat una renovació d'algunes àrees de la ciutat i la perifèria.

## Agermanaments
Selby té relacions d'agermanament amb:
- Carentan (França)
- Filderstadt (Alemanya)